# Hôtel de ville de Pointe-Noire (république du Congo)
Cet article concerne l’hôtel de ville en république du Congo. Pour l’hôtel de ville en Guadeloupe, voir Hôtel de ville de Pointe-Noire.
Pour les articles homonymes, voir Hôtel de ville de Pointe-Noire (homonymie)..
L'hôtel de ville de Pointe-Noire est un batiment administratif de la république du Congo, siège de la municipalité de Pointe-Noire, la capitale économique.

## Localisation
L'Hôtel de ville de Pointe-Noire, en allant en direction de la gare de Pointe-Noire est situé sur l'aile droite de l'avenue Charles de Gaulle, la principale artère de la ville, juste avant la place Raphaël Antonetti et à l'avant plan de l'église Notre-Dame-de-l'Assomption.

## Historique
Le bâtiment a été, au milieu des années 1940, construit initialement autour des bâtiments tels que l'ancien marché couvert avec ses deux tours, le magasin Parisangha propriété de la CCSO (Compagnie concessionnaire de la Sangha-Oubanghi),,, la BBA (Banque Belge d'Afrique) filiale de la Banque de Bruxelles, au centre à l'angle de l'avenue Poincaré.
L'entrée du marché avec ses deux tours carrées et son porche, donnait l'allure d'un château-fort. Hormis, les deux courtes ailes, sans étage, accolées aux tours, il n'y avait derrière rien d'autre qu'une esplanade de terre sableuse.
A la fin des années 1950, le bâtiment du marché est détruit pour être remplacé par des immeubles modernes, selon la conception de l'époque. C'est le cas du batiment qui abrite la librairie Paillet.

## Architecture
Fait rarissime pour être souligné sur le plan architectural au sein de la cité portuaire, l'édifice à trois niveaux, est caractérisé par une série d'arcades. Il abritait à l'origine, au rez-de-chaussée, des commerces. On y trouvait un tailleur, des magasins de vêtements et de chaussures. C'est là que venait s'habiller les messieurs, afin de s'équiper d'un " costume blanc colonial " taillé sur mesure.
L'architecte Jean Abrassart, qui a conçu les plans de l'Église Saint-Christophe de Pointe-Noire habitait les niveaux supérieurs du bâtiment avant que celui-ci ne soit transformé en bâtiment administratif.
Il semblerait que le style de l'époque à l'instar de l'avenue Foch de Brazzaville, située dans le prolongement de la mairie soit des constructions avec arcades.